# Campagne contre l'homophobie
 (décembre 2017).
Campagne contre l'homophobie (en polonais : Kampania Przeciw Homofobii) est une association LGBT polonaise dont le but est de promouvoir l'égalité légale et sociale des personnes non hétéronormées.

## Histoire
L'association est fondée en septembre 2001. Elle a son siège à Varsovie, mais possède des antennes à Cracovie, Wrocław, Łódź, la Tricité, Toruń, et en Silésie.

## Campagnes
Depuis 2001, KPH a lancé plusieurs campagnes de sensibilisation :
- Niech nas zobaczą (Qu'ils nous voient)
- Jestem gejem, jestem lesbijką (Je suis gai, je suis lesbienne)
- Nie jesteś sam, nie jesteś sama (Tu n'es pas seul, tu n'es pas seule)[2]

## Présidents
- Robert Biedroń, du 11 septembre 2001 au 22 février 2009
- Marta Abramowicz, du 22 février 2009 au 18 juillet 2010
- Tomasz Szypuła, du 18 juillet 2010 au 26 février 2012
- Agata Chaber, depuis le 26 février 2012